# Nia Nal
Nia Nal, también conocida por su nombre clave Soñadora, es una superheroína ficticia de la serie de televisión del Arrowverso Supergirl, interpretada por Nicole Maines. El personaje está basado en, y representada como una antepasada del personaje de DC Comics Nura Nal/Dream Girl. Debuta en la cuarta temporada de la serie. Nia Nal es la primera superheroína transgénero de la televisión. Maines repitió el papel en la novena y última temporada de The Flash.

## Biografía ficticia
Nia Nal, licenciada en relaciones internacionales por la Universidad de Georgetown, fue redactora de discursos políticos en Washington D. C., donde trabajó para Cat Grant, la secretaria de prensa de la Casa Blanca, bajo la administración de la presidenta Olivia Marsdin. La envían a National City para que Kara Danvers, empleada de Catco Worldwide Media, la cuide y le enseñe las formas de informar. A medida que aumenta el odio anti-alienígena en Estados Unidos, Nia, quien revela ser transgénero, convence al director ejecutivo de Catco, James Olsen, para que escriba un editorial contra este odio. Más tarde, Kara y Nia entrevistan a un extraterrestre sanador, Amadei, para contrarrestar la retórica anti-alienígena.  Después, Kara y James descubren que Nia tiene narcolepsia. Nia se despierta repentinamente de un sueño que involucra a Ben Lockwood, un hombre que odia a los extraterrestres. Cuando Kara la visita, Nia revela que es una extraterrestre del planeta Naltor, y mujeres selectas de esta raza desarrollan el poder de la precognición. Brainy, otro extraterrestre, ayuda a Nia con sus sueños que los llevan a Lockwood, quien finalmente es arrestado después de ser confrontado.
Nia tiene mala confianza en su familia cuando desarrolla los poderes no deseados de "Soñadora" que le ocurren a una mujer en cada generación de su familia. La hermana de Nia, Maeve, a quien le enseñaron la interpretación de los sueños mientras esperaba obtener los poderes, descubre que Nia tiene los poderes y renuncia a ella. Kara le revela a Nia su identidad como la superheroína Supergirl para tranquilizarla. Mientras la madre de Nia, Isabel, se encuentra agonizando por la picadura de una araña, Nia usa sus poderes para hablar con su madre sobre ellos, quien le asegura que podrá continuar con el linaje de las Soñadoras. Nia entrena con Brainy, y después de tomar el alter ego "Soñadoraota a un equipo de supervillanos llamado "The Elite" con la ayuda de Kara, J'onn J'onzz y Brainy.  Cuando Supergirl es incriminada por múltiples crímenes y declarada enemiga pública, Nia es una de las pocas personas que no se deja engañar. Cuando Kara deja de operar como Supergirl, Nia toma su lugar como la superheroína Soñadora de Natity. J'onn y Nia son enviados a la Isla Shelley, donde extraterrestres esclavizados están instalando un satélite Claymore por órdenes de Lex Luthor para destruir Ciudad Argo. J'on y Nia escapan y sobrecargan el satélite. Después de la derrota de Luthor, el nombre de Supergirl limpiado y el odio anti-alienígena terminóacabado Brainy entablan una relación.

## Concepto y creación
En enero de 2018, el creador y productor ejecutivo de Supergirl, Greg Berlanti, habló en un evento sobre la falta de representación trans en el Arrowverso más amplio. "No tenemos un personaje trans activo en los programas [...] Y por eso todavía me siento atrasado todos los días en ese tema", dijo Berlanti. En mayo de 2018, se informó que un casting abierto buscaba contratar a una mujer transgénero de cualquier etnia de entre 20 y 30 años para unirse a la cuarta temporada 'Supergirl como Nia Nal. El personaje fue descrito inicialmente como "una prodigio de la moda, segura de sí misma. Nia, que en su día fue redactora de discursos políticos, es la nueva incorporación al equipo de investigación periodística de Catco. Aporta un ingenio brillante y un humor mordaz, pero bajo esa fachada elegante y jovial se esconde una joven conmovedora que tiene mucho que ofrecer al mundo. Una joven del estilo de Cat Grant".
El 21 de julio de 2018, la activista trans y actriz Nicole Maines fue anunciada en el papel en el panel de la Comic-Con de San Diego del programa. También se confirmó que Nia se convertiría en la superheroína "Soñadora" y que es una antepasada de la miembro de la Legión de Super-Héroes Nura Nal/Dream Girl. Maines describió a Nia Nal/Soñadora como una mujer que tiene "un impulso feroz para proteger a la gente y luchar contra la discriminación y el odio. Ella es la superheroína que necesitamos ahora mismo". El personaje es la primera superheroína transgénero en la televisión.

## Poderes y habilidades
Los poderes de Nia Nal incluyen la precognición, y la proyección astral. 

## En otros medios

### Cómics
El 8 de junio de 2021, Soñadora hizo su debut en el cómic en la historia "Date Night", escrita por Maines, que aparece en DC Pride #1. El 2 de junio de 2022, la cuenta oficial de Twitter de DC anunció que Soñadora aparecería en una novela gráfica escrita por Maines con arte de Rye Hickman. El 12 de julio, Nia apareció en Superman: Son of Kal-El #13, haciendo su debut dentro de la continuidad principal de los cómics de DC.

### Videojuegos
Soñadora aparece también como una skin en Fortnite. Fue agregada durante el evento “Rainbow Royale” en 2022, que se realizó para celebrar a todos los jugadores que forman parte de la comunidad LGBTQ+. Al igual que fue la primera superheroína transgénero en la televisión, también es el primer personaje jugable en el juego que es transgénero.